# Villa Zeltnerheim
Villa Zeltnerheim, detta anche Villa Grünwald o Villa Boscoverde, è una storica residenza di Gries presso Bolzano in Alto Adige.

## Storia

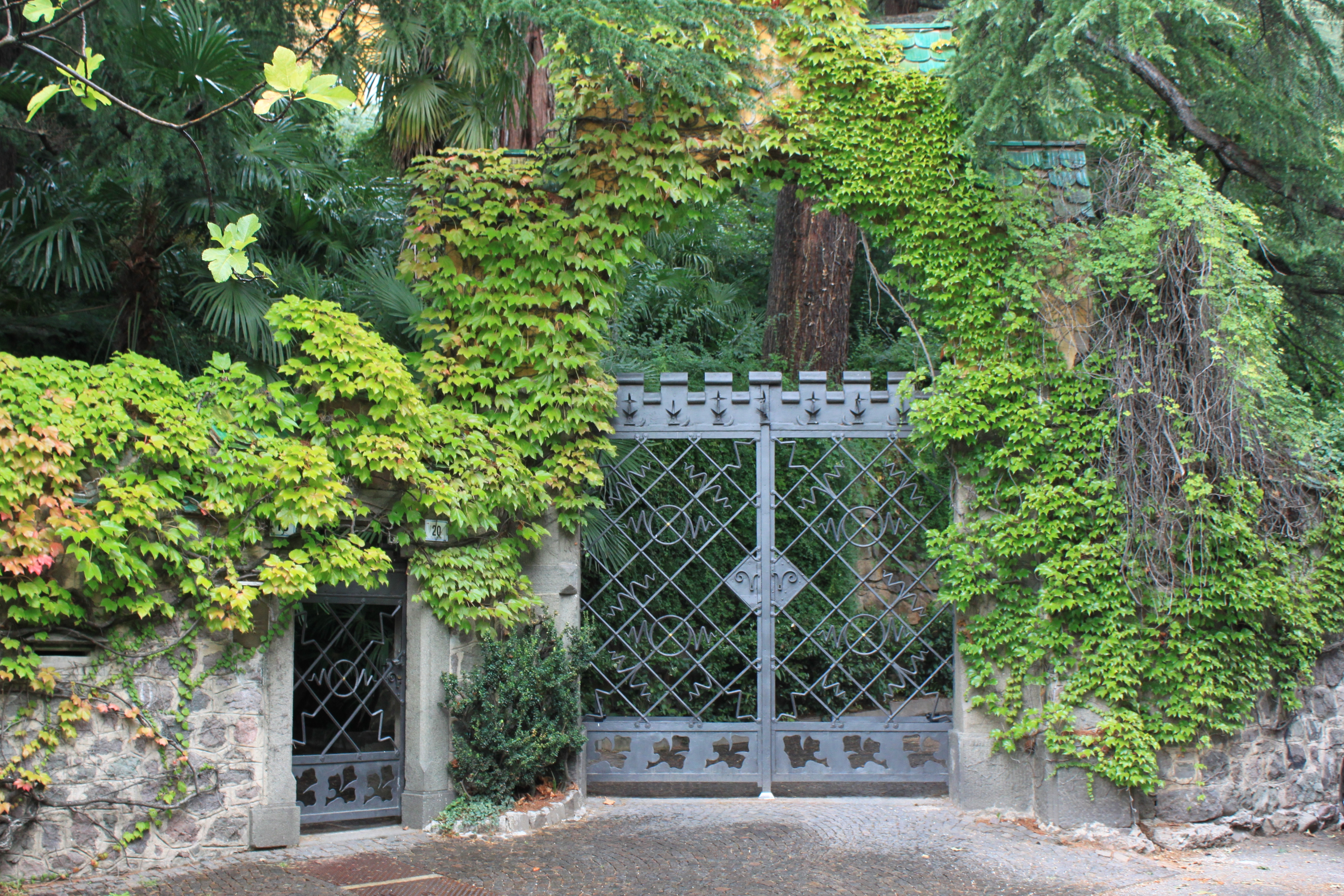
L'entrata signorile di Villa Zeltnerheim in via Defregger con gli «Z» stilizzati per Zeltner.

La villa venne eretta nel 1893 secondo il progetto dell'architetto Adam Dietz come casa di villeggiatura della famiglia Zeltner-Dietz, noti imprenditori di Norimberga.
Venne confiscata dallo stato italiano dopo l'annessione dell'Alto Adige all'Italia nel 1919/20. Essa fu poi acquisita in un primo momento dai Bauer-Grünwald, famiglia di alberghieri a Venezia, dai quali originava anche la nomenclatura Villa Grünwald, italianizzato poi, secondo i dettami della toponomastica imposta dal regime fascista, in Boscoverde. Nel 1949 gli edifici furono ereditati dall'ex re Umberto II il quale, impossibilato a entrare in territorio italiano, li destinò alla figlia Maria Beatrice. Negli anni '50 e '60 la dimora ospitò il Circolo cittadino di Bolzano, attivo ad organizzare incontrio culturali e goliardici.
L'edificio è tutelato dal 1982.

## Descrizione
La villa, realizzata secondo i dettami dello storicismo, con alcuni elementi neobarocchi, sorge sui pendici bassi dello Guncina (Guntschnaberg).